# Juan Julio Wicht
Juan Julio Wicht Rossel, S.J. (Salaverry, 18 de abril de 1932 - Lima, 12 de marzo de 2010) fue un economista y sacerdote jesuita peruano. Tuvo destacada participación como rehén en la toma de la residencia del embajador de Japón en Lima, al quedarse voluntariamente en cautiverio.

## Biografía
Juan Julio Wicht nació en el distrito de Salaverry, el 18 de abril de 1932.
Estudió Teología en Barcelona, también estudió la carrera de Filosofía en la Universidad Complutense de Madrid.
Estudió Ciencias Económicas en la Universidad Católica de Lille y luego un doctorado en Economía en la Universidad de Harvard y se desempeñó como profesor en la Universidad del Pacífico, destacando por su participación en la política del Perú.
Fue decano de la facultad de Economía de la Universidad del Pacífico (1999 - 2002).
El 17 de diciembre de 1996, se llevó a cabo la toma de la residencia del embajador de Japón en Lima, por 14 miembros del Movimiento Revolucionario Túpac Amaru (MRTA), durante el gobierno de Alberto Fujimori. A los pocos días, el sacerdote Wicht se hizo conocido por su valiosa actuación al decidir quedarse retenido pesar a que los terroristas lo consideraron en la lista de rehenes que serían liberados.
Falleció por coma diabético en Lima, el 12 de marzo de 2010.

Sus restos fueron velados en el Salón Parroquial de la iglesia Nuestra Señora de Fátima, en el distrito de Miraflores.

## Obras y palabras
Cuando Cerpa me dijo que podría salir por unas horas y volver luego, la propuesta se me pego como la tentación de ver realizados los sueños [...]. Por un instante sentí él deseo, la tentación de aceptar esta pequeña fuga y salir por unas cuantas horas. Pero las razones de mi negativa tuvieron más peso que la gente afuera pueda pensar o decir; me importa mis amigos.

## Condecoraciones
- Doctor in Divinity por Boston University, Mass. EE. UU., 1997
- Doctor in Law por Gonzaga University, Spokane, Washington, EE. UU., 1998
- Premio Nacional de Derechos Humanos, 1996
- Medalla de Honor del Congreso de la República, 1997
- Medalla de Honor de la Ciudad de Lima